# Масаиньяш (Белмонти)
Масаи́ньяш (порт. Maçainhas) — район (фрегезия) в Португалии, входит в округ Каштелу-Бранку. Является составной частью муниципалитета Белмонти. По старому административному делению входил в провинцию Бейра-Байша. Входит в экономико-статистический субрегион Кова-да-Бейра, который входит в Центральный регион. Население составляет 385 человек на 2001 год. Занимает площадь 18,73 км².